# (32579) Allendavia
(32579) Allendavia est un astéroïde de la ceinture principale.

## Description
(32579) Allendavia est un astéroïde de la ceinture principale. Il fut découvert le 17 août 2001 à Socorro (Nouveau-Mexique) par le projet LINEAR. Il présente une orbite caractérisée par un demi-grand axe de 2,36 UA, une excentricité de 0,12 et une inclinaison de 6,2° par rapport à l'écliptique.